# Marmaroxylon basijugum
Marmaroxylon basijugum är en ärtväxtart som först beskrevs av Adolpho Ducke, och fick sitt nu gällande namn av Maria de Lourdes Rico. Marmaroxylon basijugum ingår i släktet Marmaroxylon och familjen ärtväxter. Inga underarter finns listade i Catalogue of Life.